# Amguema (osada)
Amguema (rusky Амгуэма) je vesnice v Rusku v Čukotském autonomním okruhu. V roce 2006 zde žilo 570 obyvatel.

## Poloha, dopravní dostupnost
Amguema se nachází na břehu stejnojmenné řeky. Vesnicí prochází silnice Egvekinot-Iultin, která tvoří její hlavní spojnici se světem.

## Hospodářství, občanská vybavenost
Stěžejním hospdářským odvětvím ve vesnici je chov a pastevectví sobů. Touto činností se zabývá většina jejích obyvatel. Začátkem 21. století došlo k prudkému rozvoji do té doby spíše skomírající vesnice díky štědrým dotacím tehdejšího gubernátora Čukotky, miliardáře Romana Abramoviče. Ve vesnici se nachází zrekonstruovaná internátní základní škola pro všechny ročníky, díky výše zmíněným dotacím bylo dále postaveno mimo jiné 46 zcela nových obytných domů s teplou vodou, vanou a splachovacím WC, turistická ubytovna a sauna. Ve vesnici je v provozu také obchod s potravinami a pošta.